# Любарський заказник
Любарський заказник — ландшафтний заказник місцевого значення в Україні. Об'єкт природно-заповідного фонду Житомирської області. 
Розташований у межах Житомирського району Житомирської області, у верхів'ї р. Случ від смт Любар до с.Пединки.
Площа 159,2611 га. Статус надано згідно з рішенням 12 сесії 8 скликання Житомирської обласної ради від 07.12.2022 року №474. Перебуває у віданні Любарської селищної ради.
Статус надано для охорони верхів`я р. Случ та прилеглих ділянок заплави з чергуванням лучних та заболочених ділянок.
Поширені ряд видів тварин, що охороняються Бернською конвенцією: лебідь-шипун, чапля сіра, чепура велика, бугай водяний, бугайчик звичайний, а також черепаха болотна. Пріоритетом охорони з рослинного світу є рідкісні угруповання глечиків жовтих та латаття білого, занесенені до Зеленої книги України.